# イェニー・ヘルツ
イェニー・ヘルツ（ドイツ語: Jenny Herz）は、オーストリア出身のフィギュアスケート選手（女子シングル）。
1906年・1907年世界選手権銀メダリスト。

## 主な戦績
| 大会/年    | 1905-06 | 1906-07 |
| ---------- | ------- | ------- |
| 世界選手権 | 2       | 2       |